# Kamienna (Ukraina)
Kamienna (ukr. Камінне) – wieś na Ukrainie, w obwodzie iwanofrankiwskim, w rejonie nadwórniańskim.